# Verbesina gentryi
Verbesina gentryi là một loài thực vật có hoa trong họ Cúc. Loài này được Standl. miêu tả khoa học đầu tiên năm 1940.